# Dargah

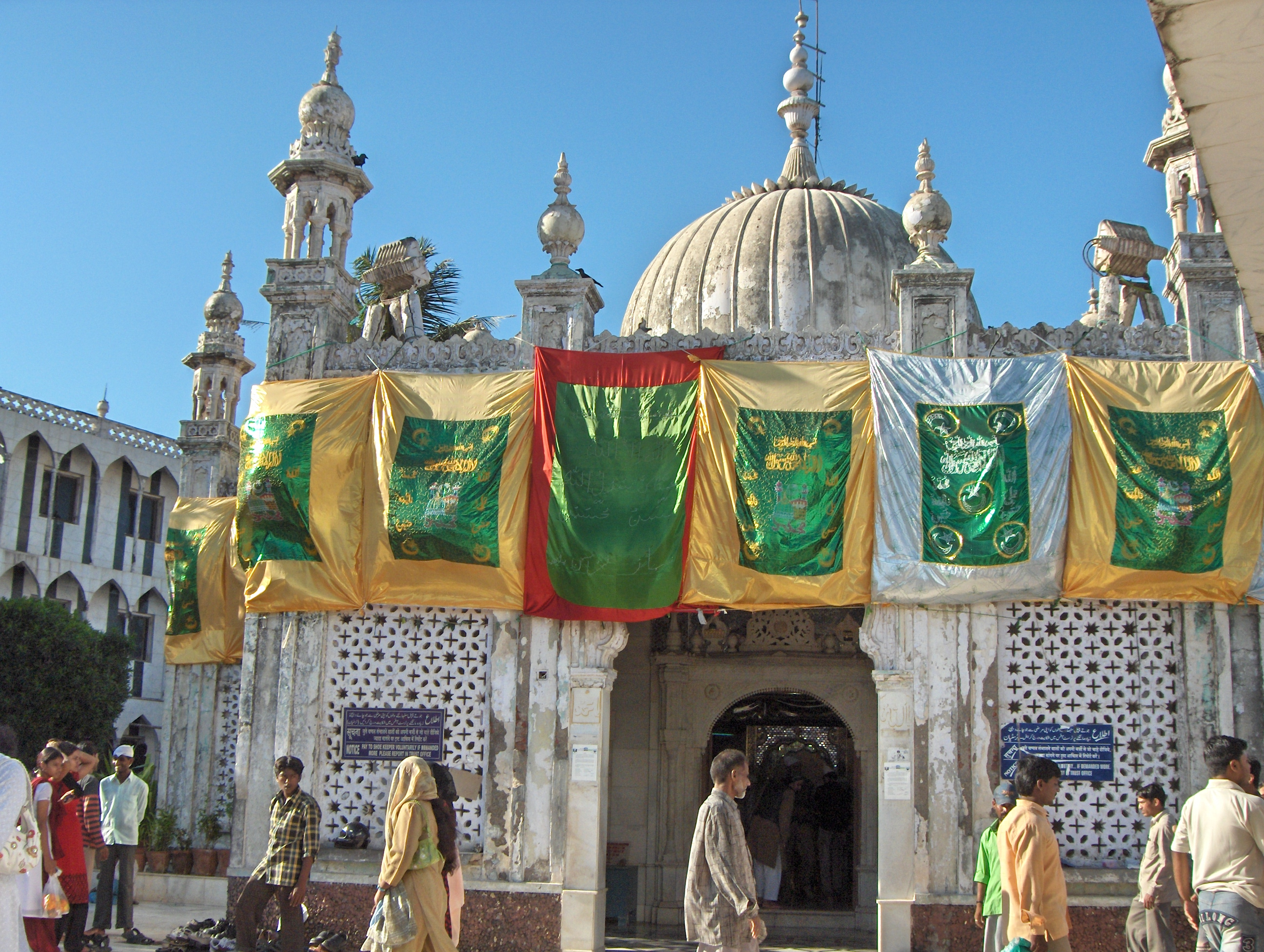
Dargah di Haji Ali, a Mumbai (Bombay).

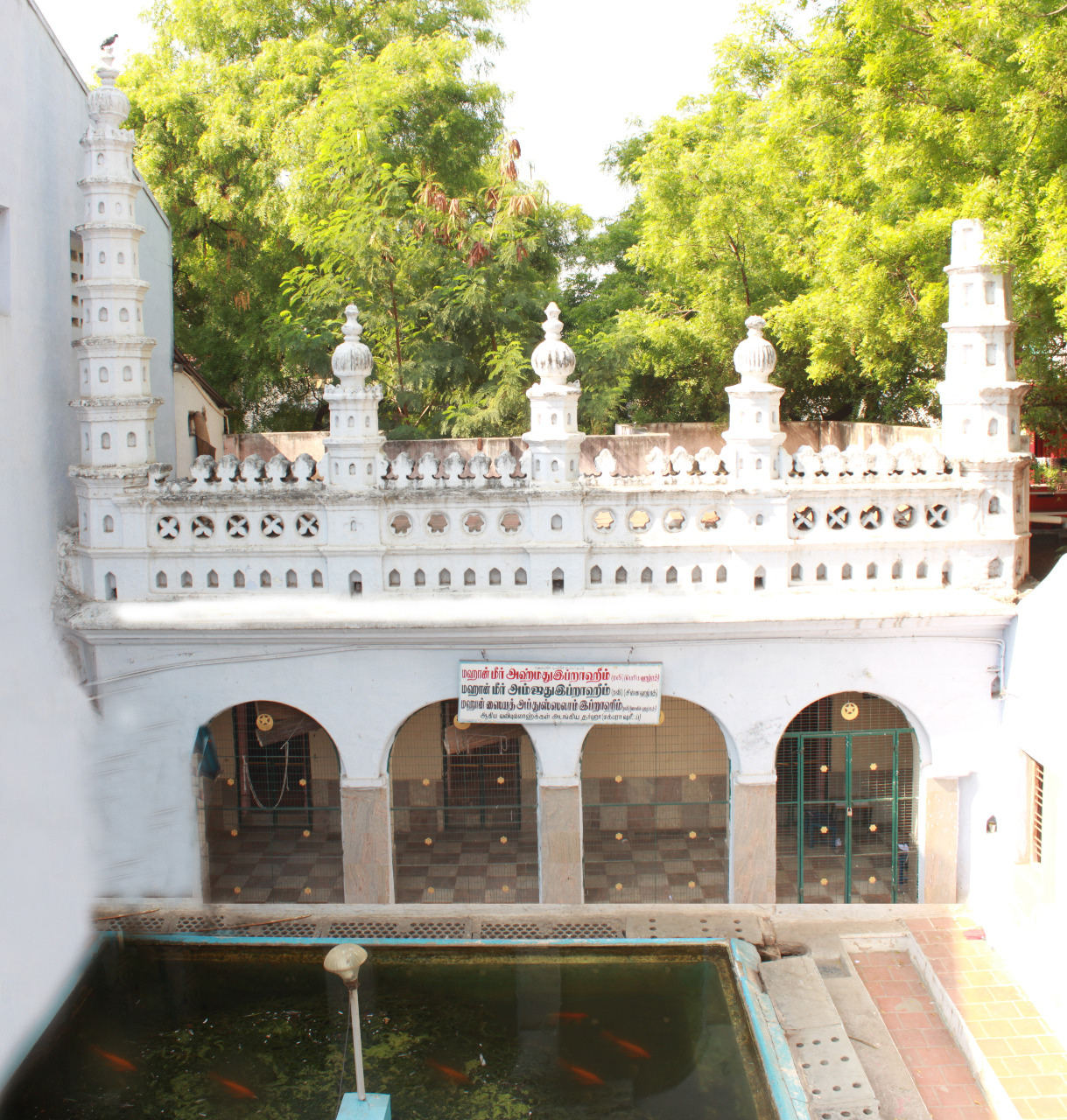
Dargah degli Hazrat Mir Ahmad Ibrahim Waliullah al-Kabir, Mir Amjad Ibrahim Waliullah al-Saghir e Syed Abd al-Salam Ibrahim Salim Waliullah, a Madurai

La Dargah (in persiano درگاہ‎) è un mausoleo islamico, fondamentalmente di origine persiana ed appartenente al sufismo, contenente la tomba di un "santo" sufi.

## Lista di dargah
- Alamgir Dargah a Khuldabad;
- Bari Dargah (la grande Dargah) a Maner;
- Chhoti Dargah (la piccola Dargah) a Maner;
- Dargah di Haji Ali a Mumbai;
- Tomba di Sheikh Salim Chisti a Fatehpur Sikri.